# Безсмъртна любов
永遠の人 (буквално „Човек завинаги“) е японски филм от 1961 година, драма на режисьора Кейсуке Киношита по негов собствен сценарий. Главните роли се изпълняват от Хидеко Такамине, Тацуя Накадаи, Йоши Като, Кейджи Сада.
Филмът е номиниран за „Оскар“ за чуждоезичен филм.

## Сюжет
Действието на филма описва в пет епизода в продължение на три десетилетия живота на жена от отдалечено японско село, принудена да живее с мъж, когото мрази, на далечния фон на историческите събития от средата на XX век.
В началото на филма Хейбей (в ролята Тацуя Накадаи) се връща у дома от Японската интервенция в Манджурия (1931-1932), по време на която е осакатен и се придвижва със затруднение. Той е син на местния земевладелец и се опитва да започне връзка със Садако (Хидеко Такамине), бедно момиче от селото. Хейбей е донякъде мотивиран от обстоятелството, че Садако е влюбена в Такаши (Кейджи Сада), друг младеж от селото, който още е в армията и на когото Хейбей завижда от дете за разностранните умения. Когато Садако му отказва, Хейбей я изнасилва и тя прави опит да се удави, но е спасена от баща си Соджиро (Йоши Като). Бременна и притисната от бащата на Хейбей Хейдзаемон (Ясуши Нагата), чийто арендатор е баща ѝ, Садако е принудена да се ожени за Хейбей. След връщането на Такаши от войната двамата планират да избягат, но Такаши, не вярвайки че може да издържа семейство, се отказва в последния момент и напуска селото без да се обади на Садако.
Вторият епизод на филма започва в 1944 година. Садако живее с Хейбей, придържа се към домакинските си задължения и отглежда трите си деца, макар че се отнася с явна студенина към първия си син, заченат при изнасилването. В селото се появява съпругата на отново мобилизирания по време на Втората световна война Такаши Томоко (Нобуко Отова) със сина им Ютака (Акира Ишихама) и Садако я наема за прислужница, за да ѝ осигури препитание. Томоко е простовата и цинична и започва връзка с Хейбей, след като той изнасилва и нея, след което е изгонена от дома от Садако.
В третата част през 1949 година Такаши се връща в селото си с Ютака, но без Томоко, с която се е разделил. Той е преживял бомбардировката на Хирошима и страда от постепенно утежняваща се болест. Садако се държи на разстояние от Такаши, но Ютака се сприятелява с малките ѝ деца. В същото време първият ѝ син, осъзнавайки, че е роден в резултат на изнасилване, и не издържайки на горчивата атмосфера между родителите си, се удавя на мястото, където Садако по-рано прави неуспешния си опит за самоубийство. В четвъратата част през 1960 година Садако е посетена от отчуждения от баща си свой втори син, който е студент и се укрива от полицията след участието си в организираните от комунистите протести срещу Американско-японския договор.
Във последната част на филма, през 1961 година, дъщерята на Садако, която е избягала от дома, за да се ожени за Ютака, се връща в селото с детето им, тъй като Такаши е на смъртно легло. Садако посещава умиращия Такаши, с което предизвиква силно емоционалната финална сцена, в която Садако и Хейбей безжалостно анализират живота и брака си.